# Lorien Legacies
Lorien Legacies är en bokserie om sju böcker författad av James Frey och Jobie Hughes under pseudonymen Pittacus Lore.
Serien omfattar följande böcker:
- I Am Number Four, publicerad 3 augusti 2010
- The Power of Six, publicerad 23 augusti 2011
- The Rise of Nine, publicerad  21 augusti 2012
- The Fall of Five, publicerad 27 augusti 2013
- The Revenge of seven, publicerad 26 augusti 2014
- The Fate of Ten, publicerad 1 september 2015
- United as One, publicerad 28 juni 2016